# 布莱赛姆
布莱赛姆（法語：Blaesheim，法語發音：[blɛsaim] ⓘ）是法国下莱茵省的一个市镇，属于斯特拉斯堡区。

## 地理
布莱赛姆（48°30'21"N, 7°36'33"E）面积9.96 平方千米，位于法国大東部大區下莱茵省，该省份为法国大陆部分最东部的省份，是阿尔萨斯的一部分，今与上莱茵省组成了阿尔萨斯欧洲集体，其南至上莱茵省，西南接孚日省和默尔特-摩泽尔省，西接摩泽尔省，北与德国接壤。
与布莱赛姆接壤的市镇（或旧市镇、城区）包括：比绍夫赛姆、迪皮盖姆、迪特勒奈姆、恩赛姆、盖斯波尔赛姆、因迪赛姆、伊讷奈姆。
布莱赛姆的时区为UTC+01:00、UTC+02:00（夏令时）。

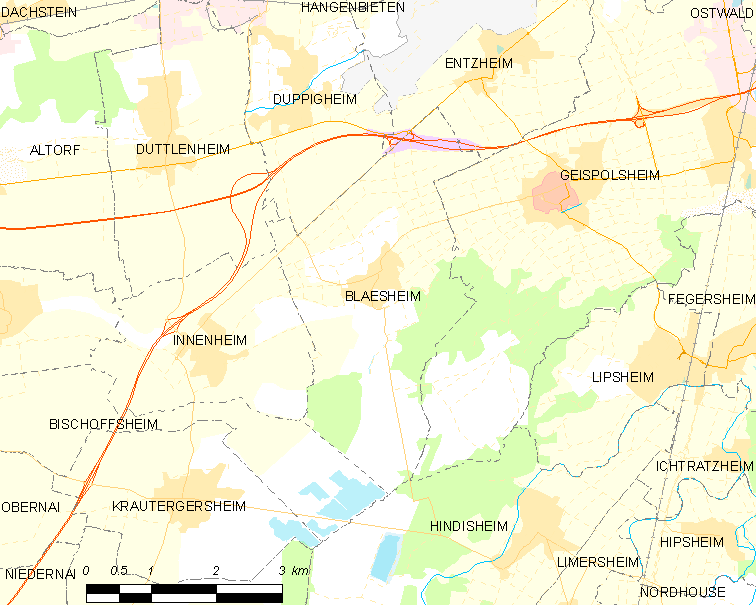
布莱赛姆的OSM定位图

## 行政
布莱赛姆的邮政编码为67113，INSEE市镇编码为67049。

## 政治
布莱赛姆所属的省级选区为林戈尔赛姆县。

## 人口

1962-2008年间布莱赛姆人口变化图示

布莱赛姆于2022年1月1日时的人口数量为1408人。